# Melanochromis
Melanochromis là một chi haplochromine cichlids là đặc hữu của hồ Malawi ở miền đông châu Phi. Nó được thiết lập bới Ethylwynn Trewavas năm 1935. Các loài cá thuộc chi này là loài cá cảnh phổ biến.

## Các loài
Chi này có 27 loài:
- Melanochromis auratus – Golden Mbuna, Auratus Cichlid, Malawi Golden Cichlid
- Melanochromis baliodigma
- Melanochromis benetos
- Melanochromis brevis
- Melanochromis chipokae
- Melanochromis cyaneorhabdos – Maingano
- Melanochromis dialeptos
- Melanochromis elastodema
- Melanochromis heterochromis
- Melanochromis interruptus
- Melanochromis joanjohnsonae – Pearl of Likoma
- Melanochromis johannii – Bluegrey Mbuna, Johanni Mbuna
- Melanochromis kaskazini Konings-Dudin, Konings & Stauffer Jr, 2009
- Melanochromis lepidiadaptes
- Melanochromis loriae
- Melanochromis melanopterus
- Melanochromis mellitus
- Melanochromis mossambiquensis Konings-Dudin, Konings & Stauffer Jr, 2009
- Melanochromis parallelus – Parallel-striped Mbuna
- Melanochromis perileucos
- Melanochromis perspicax Trewavas, 1935[cần kiểm chứng]
- Melanochromis robustus
- Melanochromis simulans
- Melanochromis vermivorus – Purple Mbuna
- Melanochromis wochepa Konings-Dudin, Konings & Stauffer Jr, 2009
- Melanochromis xanthodigma